# Irfan Bakti
Irfan Bakti (Perak, Malasia; 1 de abril de 1951) es un exfutbolista y entrenador de fútbol de Malasia que jugaba en la posición de centrocampista. Actualmente es el entrenador del Kuching City FC de la Liga Premier de Malasia.

## Carrera

### Club
| Periodo   | Club        |
| --------- | ----------- |
| 1971–1974 | Kelantan FA |
| 1975–1977 | ATM FA      |

### Selección nacional
Jugó para Malasia en dos ocasiones en la Copa Asiática 1976 en Irán sin anotar goles.

### Entrenador
| Periodo   | Club               |
| --------- | ------------------ |
| 1996      | Malaysia Deaf      |
| 1997      | Malasia U23        |
| 1999–2000 | Negeri Sembilan FA |
| 2001–2003 | Penang FA          |
| 2004–2007 | Melaka TMFC        |
| 2007      | Persipura Jayapura |
| 2008      | Perlis FA          |
| 2009–2011 | Terengganu FA      |
| 2012–2013 | Selangor FA        |
| 2013–2016 | Felda United FC    |
| 2017–2019 | Terengganu FA      |
| 2021-     | Kuching City FC    |

## Logros

### Entrenador

#### Malasia U23
- Copa Bangabandhu: 1997[10]

#### Penang FA
- Copa FA de Malasia: 2002
- Malaysia Charity Shield: 2003
- Malaysia Super League: 2001

#### Perlis FA
- Malaysia Charity Shield: 2008

#### Terengganu FA
- Copa FA de Malasia: 2011

### Individual
- Entrenador del Año en 2011